# Retablo mayor de la catedral de Orense
El retablo mayor de la catedral de Orense es una obra de principios del siglo XVI ubicada en el altar de la catedral homónima. Realizado por Cornielles de Holanda, este retablo constituye un ejemplo del estilo gótico influenciado a su vez por el arte renacentista y franco-borgoñón.

## Descripción
Elaborado entre los años 1516 y 1520 y formado por cuatro cuerpos y cinco calles, lo más destacado es la iconografía del conjunto, la cual se organiza en torno a tres ejes: el primero de ellos presidido por una talla sedente de San Martín de Tours, patrono de la catedral; el segundo conformado por una representación cíclica de las vidas de María y Jesús; y el tercero protagonizado por la Asunción de María, copatrona de la iglesia junto con San Martín.
El retablo se constituye como un libro abierto cuya lectura, de izquierda a derecha, comienza desde el extremo izquierdo de la parte superior, no formando la calle central parte de esta narrativa, a excepción de la escena mostrada en el cuerpo inferior, la cual representa La Piedad. Todas las representaciones se basan en los evangelios canónicos, salvo las dos primeras (Natividad de María y La Presentación de María en el Templo siendo Niña) y la octava (La Dormición de María), tomadas de los evangelios apócrifos. Las escenas mostradas en el retablo son, desde la parte superior y de izquierda a derecha: Natividad de María; La Presentación de María en el Templo siendo Niña; La Anunciación; La Visitación; El Nacimiento y Adoración de los pastores; La Epifanía; La Circuncisión; La Dormición de María; El Niño Jesús entre los Doctores; El Bautismo de Jesús; La Última Cena; Oración del Huerto; La Flagelación; La Crucifixión; La Piedad; El Entierro de Cristo y La Resurrección.
Respecto a los intercolumnios, ubicados bajo doseles, estos constan de treinta y seis figuras pintadas de blanco en el siglo XIX. Pese a que no todas han podido ser identificadas, sí se conoce la identidad de la mayor parte de ellas, existiendo figuras del Antiguo Testamento (David, Abrahám, Isaías, Juan Bautista, los doce apóstoles, etc.) y varios santos y santas (San Francisco, Santo Domingo, San Roque, Santa Marina, Santa Eufemia, Santa Lucía, Santa Catalina, Santa Marta, etc.), destacando particularmente una tosca figura de Santiago Peregrino rehecha en el siglo XIX. Por su parte, la zona superior del retablo se encuentra decorada con mascarones y con escudos episcopales, estos últimos emplazados en los laterales y sostenidos por salvajes. El retablo fue sufragado por Don Orlando Carretto della Rovere, quien fue obispo comendatario de 1511 a 1527.
Formando unidad con el retablo se hallan los retablos relicario de Santa Eufemia y los Santos Facundo y Primitivo a derecha e izquierda respectivamente, ambos del siglo XVIII. Sobre las urnas acristaladas que albergan las reliquias se encuentran escenas en relieve con el martirio y el hallazgo de los cuerpos, obra de Francisco de Castro Canseco en 1717, y, sobre estas, escudos del cabildo y del obispo Dámaso Egidio Iglesias Lago, realizados durante la Restauración. En lo que respecta a las urnas con las reliquias, las mismas se encuentran custodiadas a ambos lados por tallas vestidas a la moda del siglo XVIII de San Facundo y San Primitivo en la de la izquierda y de Santa Marina y Santa Eufemia en la de la derecha, obra de Castro Canseco. Junto al retablo y en la parte superior de la capilla se ubican dos grandes lienzos los cuales representan el martirio de los Santos Facundo y Primitivo a la izquierda y el martirio de Santa Eufemia a la derecha. Estos cuadros, cuyos marcos dorados son de estilo barroco, son obra del pintor Manuel Peti Vander y fueron obsequio de Don Simón Pérez Pavía en 1721. Bajo estos lienzos destacan el sepulcro del cardenal Don Pedro de Quevedo y Quintano a la izquierda y un magnífico sepulcro anónimo a la derecha, conocido como el sepulcro del obispo desconocido. Respecto al de Don Pedro de Quevedo, el cabildo, con la ayuda de Don Manuel Fernández Varela, Comisario General de la Santa Cruzada y admirador de Quevedo, promovió la construcción del monumento funerario de mármol de Carrara al escultor Antonio Solá. El sepulcro, el cual cuenta con firma y está fechado en Roma en el año 1833, fue colocado en el lado izquierdo del presbiterio bajo la dirección de los arquitectos Don Alejo Andrade y Don Domingo Lareu. En lo relativo al sepulcro anónimo, datado a comienzos del siglo XIV, se ha propuesto que el mismo pertenece a Don Gonzalo Núñez de Novoa (fallecido en 1332). Este sepulcro, el cual destaca por ser uno de los monumentos funerarios más importantes conservados en Galicia, muestra una imagen yacente del obispo vestido con sus prendas pontificiales, una representación detallada de sus funerales, la intercesión de la Virgen y el Juicio Final en la parte superior. 
Por su parte, el altar fue realizado y colocado frente al retablo en 1966 con piezas de la sillería del coro gótico, siendo consagrado el 16 de enero del mismo año por el obispo Temiño Sainz. La sillería del coro, datada entre 1580 y 1590 y elaborada en madera de nogal, es obra de Diego de Solís y Juan de Angers, con gran influencia de Juan de Juni. La cátedra episcopal constituye una doble sede encargada por el obispo Ilundain en 1916 al ebanista Ricardo Pérez, mientras que la cruz que preside el presbiterio, realizada en plata sobredorada con cabujones de esmalte, es una obra clasicista del siglo XVII. Así mismo, la lámpara suspendida en el centro de la nave, fechada en el siglo XVII y realizada en plata, fue un obsequio del obispo Ares de Canabal, siendo las lámparas de hierro forjado, datadas hacia 1930, obra del herrero Manuel Martiña. Por su parte, las dos rejas menores que cierran los accesos laterales fueron construidas en 1631 por el rejero Amaro Pérez y las mismas presentan imágenes de la Virgen y San Martín. En lo tocante a los extremos del crucero, las rejas allí ubicadas son obra de Juan Bautista Celma y datan de 1589. Las mismas portan el escudo del obispo Don Pedro González de Acevedo así como relieves marianos, un San Martín y figuras de bulto redondo con el Calvario y varios santos y santas. Los púlpitos, obra también de Celma, cuentan con tornavoces del siglo XVIII.
Respecto al cimborrio que corona la capilla, este posee bóveda estrellada y su autoría corresponde al maestro Rodrigo de Badajoz. De estilo gótico, fue realizado entre 1499 y 1505 y su función consiste en iluminar la Capilla Mayor, concentrándose la luz sobre el retablo que preside el altar. Hasta su construcción hubo en su lugar una bóveda de crucería con una estructura de vigas que permitía colgar un incensario, a imitación del famoso botafumeiro de Santiago de Compostela.

## Galería de imágenes

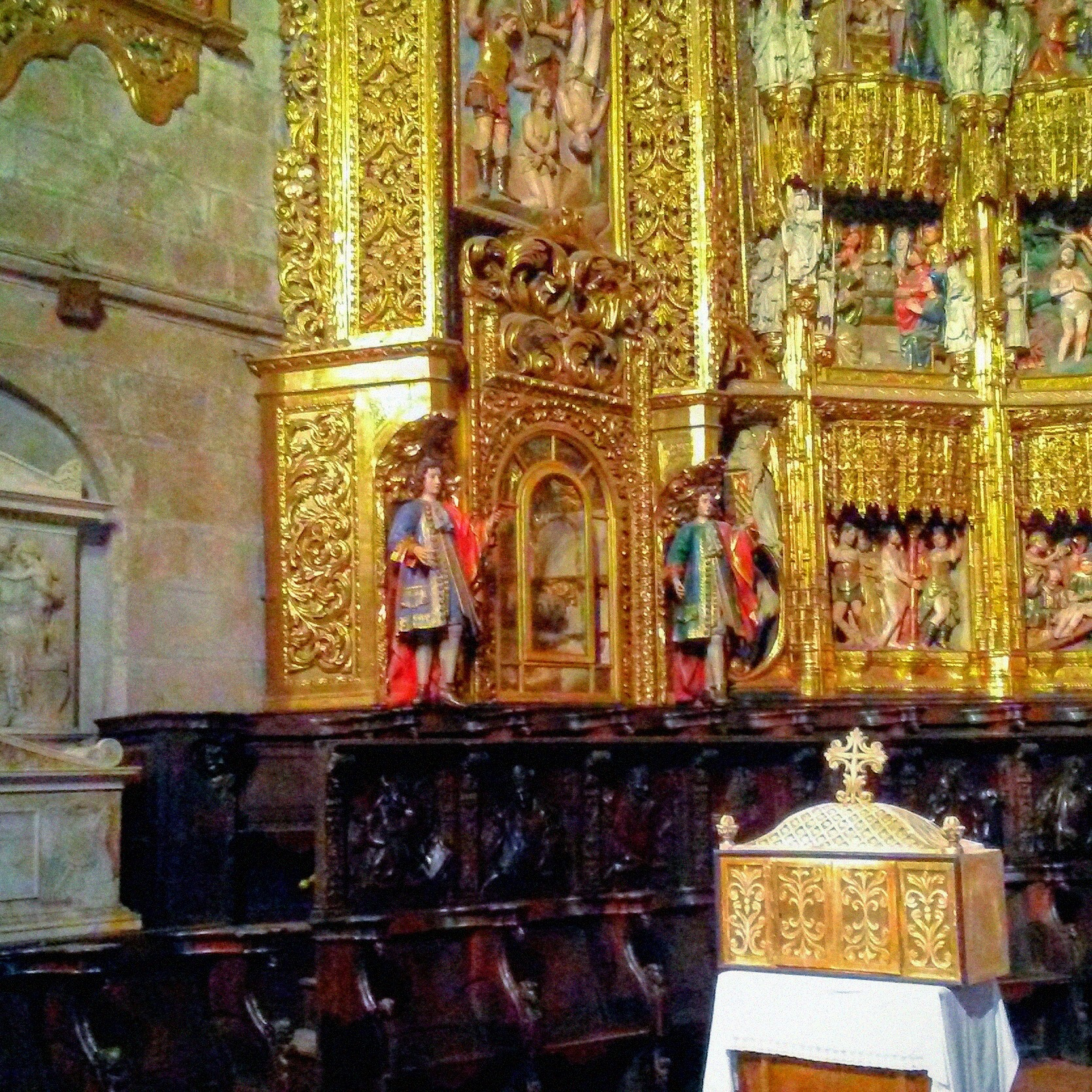
Retablo relicario de los Santos Facundo y Primitivo
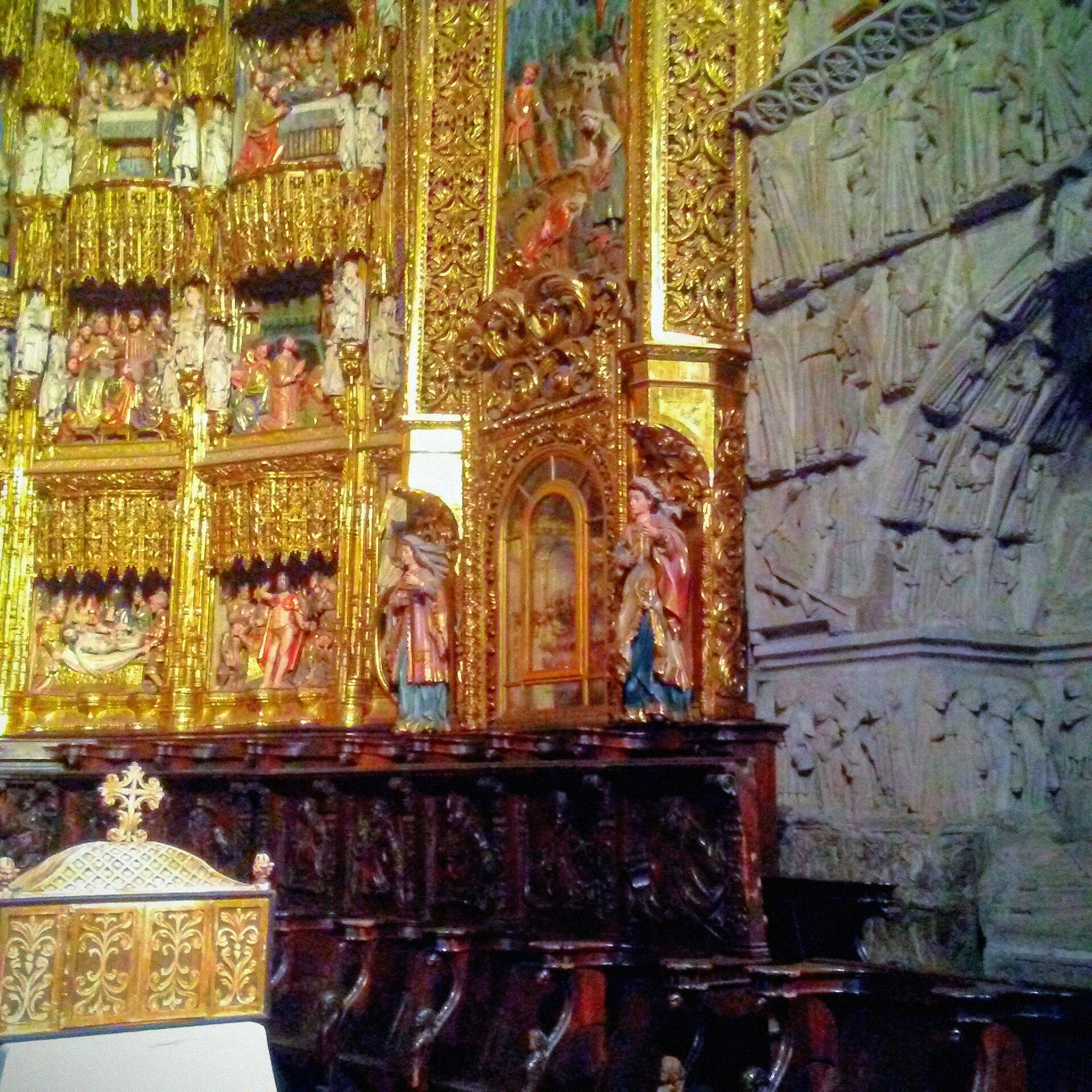
Retablo relicario de Santa Eufemia
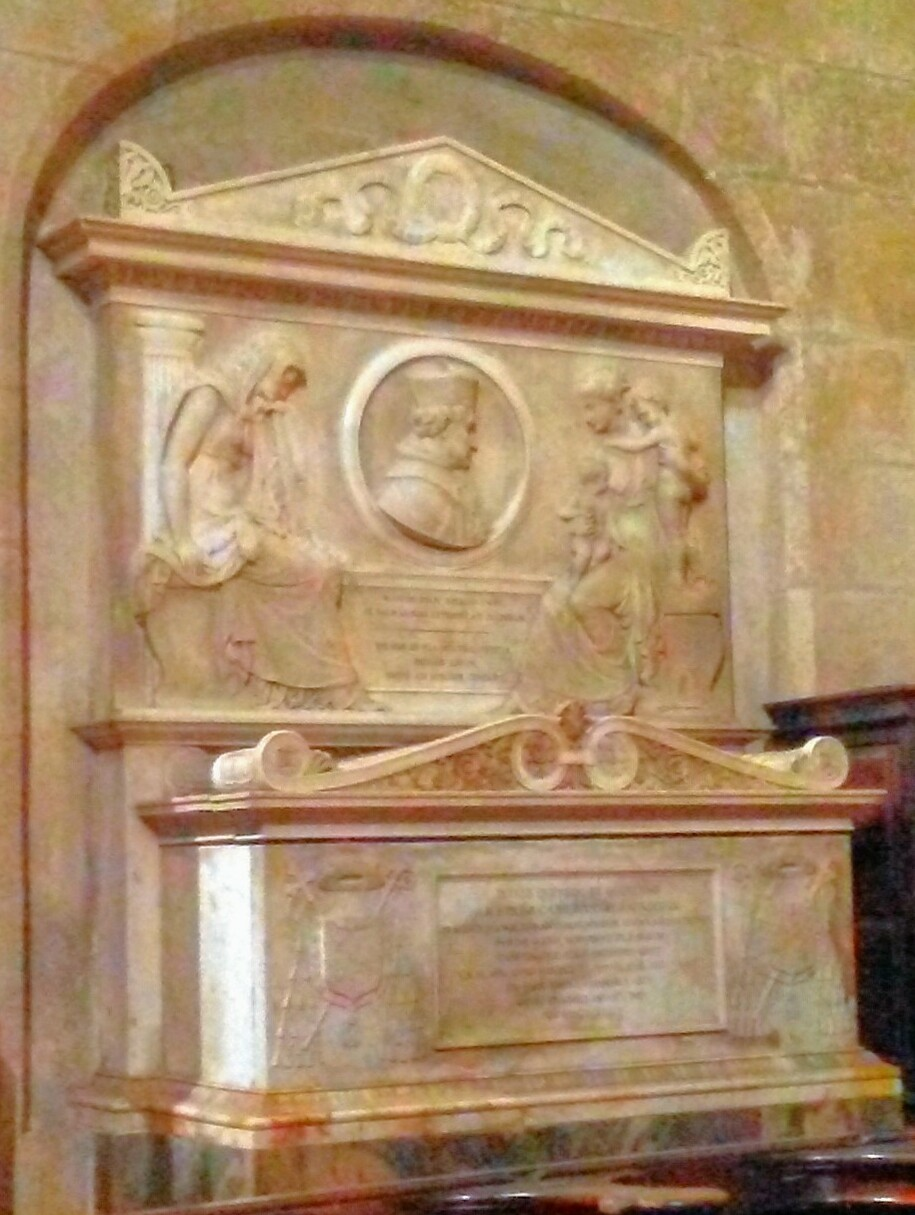
Sepulcro de Don Pedro de Quevedo y Quintano
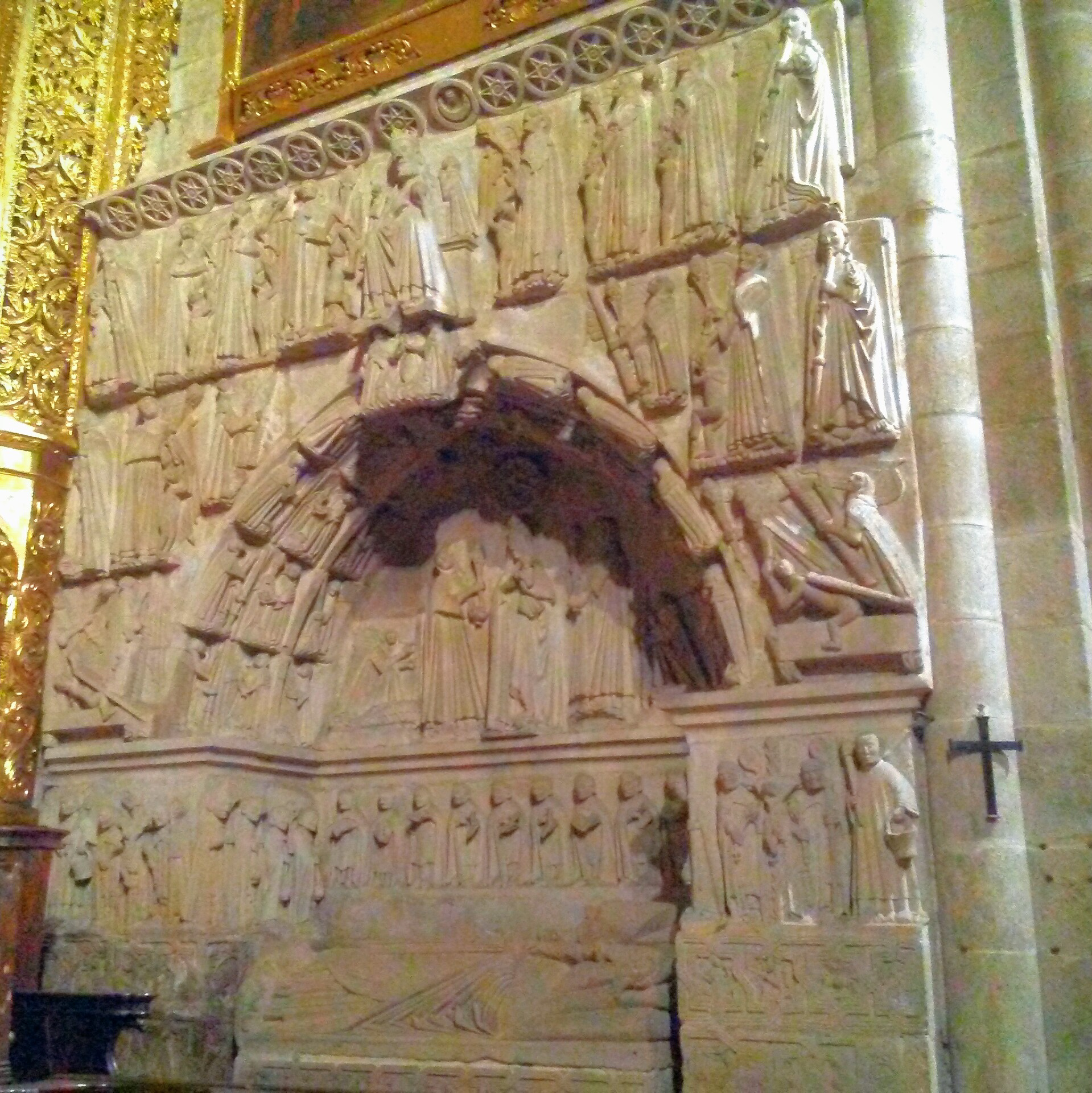
Sepulcro del obispo desconocido